# Pełnomocnik Rządu do spraw Równego Traktowania
Pełnomocnik Rządu do spraw Równego Statusu Kobiet i Mężczyzn (2001–2005), Pełnomocnik Rządu do spraw Równego Traktowania (od 2008) – pełnomocnik Rady Ministrów realizujący politykę rządu w zakresie równego traktowania, przeciwdziałaniu dyskryminacji ze względu na płeć, rasę, pochodzenie etniczne, narodowość, religię lub wyznanie, światopogląd, wiek, niepełnosprawność, orientację seksualną, stan cywilny oraz rodzinny. Od 8 stycznia 2016 do 5 marca 2020 urząd Pełnomocnika Rządu do spraw Społeczeństwa Obywatelskiego i Pełnomocnika Rządu do spraw Równego Traktowania pełniła jedna osoba.

## Historia oraz umocowanie prawne i polityczne
Urząd został powołany 17 grudnia 2001 przez ówczesnego premiera Leszka Millera. 25 czerwca 2002 pod wpływem nacisku Güntera Verheugena Komisarza Unii Europejskiej do spraw poszerzenia Unii kompetencje urzędu rozszerzone zostały na przeciwdziałanie dyskryminacji ze względów innych niż płeć. Istnienie instytucji zajmującej się przeciwdziałaniem dyskryminacji ze względu na płeć, rasę, pochodzenie, religię, poglądy i orientację seksualną było jednym z najważniejszych warunków, które musiały spełnić kraje kandydujące do członkostwa w Unii Europejskiej. Choć do chwili przyjęcia Polski do UE 1 maja 2004 urząd ombudsmana nie powstał (istniał jedynie pełnomocnik, który miał go zorganizować) wysiłki Rzeczypospolitej zmierzające w kierunku przeciwdziałania dyskryminacji zostały docenione w unijnych raportach o stanie przygotowań krajów kandydackich i ostatecznie Polska została uznana za państwo spełniające kryteria kopenhaskie, zwłaszcza istnienie instytucji gwarantujących praw człowieka oraz ochronę mniejszości. 24 lutego 2004 „z uwagi na realizację programu ograniczania wydatków publicznych” Rada Ministrów odmówiła utworzenia urzędu ombudsmana (zwanego w projekcie Generalnym Inspektorem do spraw Przeciwdziałania Dyskryminacji) do zaplanowania pracy którego powołany został urząd Pełnomocnika.
Pełnomocnik był urzędnikiem w stopniu sekretarza stanu w Kancelarii Prezesa Rady Ministrów. Pierwszym pełnomocnikiem została Izabela Jaruga-Nowacka z Unii Pracy. Po objęciu przez Jarugę-Nowackę urzędu wicepremiera w rządzie Marka Belki pełnomocnikiem została 16 sierpnia 2004 Magdalena Środa (bezpartyjna).
Trzykrotnie próbowano ograniczyć kompetencje pełnomocnika. Po raz pierwszy odwołania minister Jarugi-Nowackiej domagało się Forum Kobiet Polskich (pod listem w jej obronie podpisało się około stu organizacji pozarządowych) Po raz drugi gdy z inicjatywą likwidacji stanowiska wystąpili posłowie Ligi Polskich Rodzin (17 kwietnia 2003) proponując powołanie na to miejsce Pełnomocnika Rządu do spraw Rodziny; Sejm odrzucił wniosek. Po raz trzeci z inicjatywą ograniczenia kompetencji pełnomocnika wystąpił 14 grudnia 2004 premier Marek Belka po wypowiedzi Magdaleny Środy dotyczącej związków katolicyzmu z przemocą domową; ustąpienia Środy domagało się m.in. Forum Kobiet Katolickich. Pełnomocnik miał zostać podsekretarzem stanu w Ministerstwie Polityki Społecznej. Minister Środa oceniła ten pomysł jako „cios w urząd i prawa kobiet” i zagroziła dymisją; premier ustąpił.
17 czerwca 2005 Sejm odrzucił senacki projekt ustawy o równym statusie kobiet i mężczyzn zakazujący wszelkiej dyskryminacji ze względu na płeć, rasę, pochodzenie etniczne, religię, przekonania, wiek, a także orientację seksualną.
Projekt stwierdzał, że zasada równych praw kobiet i mężczyzn podlega ochronie prawnej. Znajdowały się tam przepisy o równych prawach kobiet i mężczyzn w życiu prywatnym i publicznym, dostępie do edukacji, prowadzenia działalności gospodarczej, pracy i zabezpieczenia społecznego. W miejsce pełnomocnika rządu ds. równego statusu kobiet i mężczyzn projekt wprowadzał Urząd ds. Równego Statusu Kobiet i Mężczyzn oraz Przeciwdziałania Dyskryminacji. Prezes tego Urzędu powoływany byłby na 5-letnią kadencję przez premiera.

## Działalność
Biuro pełnomocnika wydawało opracowania dotyczące polityki antydyskryminacyjnej. Przy pełnomocniku działała powołana przez niego Rada Konsultacyjna składająca się głównie z przedstawicieli środowisk kobiecych i mniejszościowych o profilu lewicowym. Pełnomocnik nadawał również wyróżnienia i nagany, zwane Szwedzkimi Okularami Równości i Skierowaniami do Okulisty.
W czasie pełnienia swych funkcji pełnomocniczki wsławiły się między innymi pomocą w organizacji i uczestnictwem w dorocznych Manifach 8 marca oraz poparciem dla akcji Niech Nas Zobaczą i dni Kultura dla Tolerancji.

## Likwidacja urzędu pełnomocnika
Rząd Kazimierza Marcinkiewicza zniósł urząd Pełnomocnika 3 listopada 2005. Premier niejednoznacznie dał do zrozumienia, że jest to również kara za wypowiedzi Magdaleny Środy na temat katolicyzmu, chociaż oficjalnym powodem likwidacji były „zmiany wynikające z Programu rządu na lata 2005–2009. Sama Środa stwierdziła: „To decyzja ideologiczna, nieprzemyślany manifest konserwatywnych poglądów, który zaszkodzi wizerunkowi Polski w świecie”.
W reakcji na likwidację urzędu ponad 80 polskich organizacji pozarządowych wystosowało protest. Otrzymali go między innymi premier Marcinkiewicz oraz komisarz UE ds. zatrudnienia, spraw społecznych i równych szans Vladimír Špidla.

## Ponowne powołanie urzędu pełnomocnika rządu
Na początku marca 2008 premier Donald Tusk zdecydował o przywróceniu stanowiska Pełnomocnika Rządu do spraw Równego Traktowania. Objęła je posłanka PO Elżbieta Radziszewska. Premier poinformował także, że trwają prace nad ustawą o równym traktowaniu.
Od początku stycznia 2016 do marca 2020 Pełnomocnik Rządu ds. równego traktowania był równocześnie Pełnomocnikiem Rządu ds. społeczeństwa obywatelskiego.

## Pełnomocnicy
- Izabela Jaruga-Nowacka od 17 grudnia 2001 do 16 sierpnia 2004
- Magdalena Środa od 16 sierpnia 2004 do 4 listopada 2005
- Elżbieta Radziszewska od 17 marca 2008[6] do 18 listopada 2011
- Agnieszka Kozłowska-Rajewicz od 18 listopada 2011 do czerwca 2014
- Małgorzata Fuszara od 1 sierpnia 2014[7] do 16 listopada 2015
- Wojciech Kaczmarczyk od 11 stycznia 2016[4] do 28 września 2016
- Adam Lipiński od 5 października 2016 do 5 marca 2020[8]
- Anna Schmidt-Rodziewicz od 5 marca 2020[9]
- Katarzyna Kotula od 13 grudnia 2023[10]